# Кантиано
Кантиано (итал. Cantiano) — коммуна в Италии, располагается в регионе Марке, в провинции Пезаро-э-Урбино.
Население составляет 2433 человека (2008 г.), плотность населения составляет 29 чел./км². Занимает площадь 83 км². Почтовый индекс — 61044. Телефонный код — 0721.
Покровителями коммуны почитаются Пресвятая Богородица (Madonna della Misericordia), празднование в четвёртое воскресение августа, и Иоанн Креститель, празднование 24 июня.

## Демография
Динамика населения:

## Администрация коммуны
- Официальный сайт: http://www.comune.cantiano.pu.it Архивная копия от 4 апреля 2022 на Wayback Machine